# José María Carnicero
José María Carnicero Hernández (Madrid, 1911 – Badalona, 1950) è stato un illustratore spagnolo, repubblicano, nel 1940 è stato condannato dal regime franchista, nello stesso processo che vide condannati Carlos Gómez Carrera e Vicent Miquel Carceller, a trent'anni di carcere. La ragione dalla sua condanna fu dovuta alla pubblicazione sul settimanale La Traca di disegni e fumetti nei quali si insultava gli imbattuti Generali dell'Esercito Spagnolo., e di far apparire il generalissimo Franco come omosessuale..

## Biografia
Figlio dell'architetto José Carnicero, all'età di quindici anni, durante le vacanze all'El Escorial, disegnava e vendeva caricature di turisti. Ha lavorato per lo scenografo e decoratore spagnolo, Sigfrido Burmann. Tra il 1924 e 1926 ha collaborato con la rivista di vignette, La Hombra. Ha realizzato inoltre copertine per El Zorro, per l'Editoriale Mateu, mentre nel 1931 ha lavorato anche per la rivista satirica La Traca. Durante la guerra fu uno dei principali disegnatori dei poster del Partito Sindicalista (PS) spagnolo. Ha lavorato anche per i principali quotidiani spagnoli, Mañana e El Pueblo, e anche per il El Sindicalista, membro del Consiglio di Redazione dopo l'agosto 1936, ai tempi dell'inizio della Guerra civile spagnola.
A guerra civile è terminata, ha tentato di fuggire in esilio, ma venne arrestato. Dopo un sommario giudizio fu condannato a trent'anni di carcere, scontandone solo tre nel monastero di Sant Miguel de los Reyes nei pressi di Valencia.
Ha poi continuato nella sua attività artistica: ha pubblicato sette numeri di un fumetto per bambini dal titolo, Polilla y su cabra maravilla, in Italiano, Polilla e la sua capra meravigliosa, molte auques su ordine di esercizi commerciali, feste di quartiere, soprattutto per i quartieri della Vila de Gràcia e Sants. Nel 1944 esordisce per il primo numero di Cuentos Ilustrados Infantiles, e per la commemorazione del 50º anniversario della squadra di calcio Futbol Club Barcelona. Per uno dei suoi ultimi lavori è stato ingaggiato come direttore artistico nel film di animazione Garbancito de la Mancha.